# Jaaたけや
Jaaたけや（ジャーたけや、1981年4月22日 - ）は、日本のお笑い芸人（ピン芸人）、茅ヶ崎市役所職員。本名は岸本 武也（きしもと たけや）。
愛知県豊田市出身。SMA NEET Project所属。

## 来歴
愛知県立岡崎高等学校を経て、静岡大学農学部を卒業後、静岡県磐田市の農林事務所に普及指導員として勤務。
普及指導員時代は「武也コンプレックス」の芸名でアマチュアとして芸人活動を行っていたが、2007年4月に上京し、SMA HEET Projectに所属してプロ活動を開始。合わせて芸名を「JAたけや」に改めている。なお、この芸名は農林事務所に勤務していたことから、農業協同組合の愛称であるJAを冠したものとされている。
同事務所所属2年目にはエンタの神様に出演。この時期に芸名を現在の「Jaaたけや」に改めている。
2013年から2018年は活動を休止。
活動休止中は塾講師などを経て2016年、茅ヶ崎市役所に採用される。その後2019年8月よりSMA NEET Projectに所属し芸人活動を再開している。

## 人物
- 前述にあるように農林事務所で米の普及指導員として勤務していたため、米について豊富な知識がある。
- 自らバケツでイネを栽培する、バケツ稲を行っていた。バケツ稲は時折ブログでも写真や生育状況を報告していた。
- 2010年11月8日、丸の内朝大学にて講義を担当。講義名は｢世界一の育種技術が生んだニッポンの個性豊かなお米品種｣[3]。
- 食育アドバイザー、水田環境鑑定士、ごはんソムリエ[4]、普及指導員、野菜ソムリエ、食の検定1級、ファイナンシャル・プランナー2級などの資格を持つ[5]。

## 芸風
- 米への気持ちを本格ラップで歌い上げる「ありがとうお米」という持ち歌があり、「ハマヌキ」でOAされた。また、同曲は本人がレポーターを務めるYCV「横浜の気になるあの店」内コーナー「Jaaたけやのコメになる話」の挿入歌でもあった。
- 身の周りの様々な気まずいことを題材にした『気まずいことがダメなんだ』という歌ネタがあり、このネタは武也コンプレックス時代から製作し続けている。『エンタの神様』では主にこちらの方を演じていた。歌ネタには他にも、『気まずいどころじゃ済まないんだ』、『別にダメじゃないんだけどなんか嫌なんだ』、『悲しみとため息のラプソディー』、『米リズム』、『もどかしい』がある。いずれも作詞・作曲はJaaたけや本人で、編曲は高校時代からの友人であるというミュージシャンのCafe Au Laitが担当。
- 50音の1音を言われたら、その音で始まる米の品種名とその特徴を言えるという特技を生かしたネタがある[1]。
- 米ネタ以外に東京ドイツ村などの各地の“マイナーテーマパーク”を、フリップ形式で紹介するネタがある。
- 活動再開後は日常のなんか嫌だなと思うことを題材にしたネタや、「ファイナンシャル・プランナー」の資格所持や収納課に在籍していることを生かしたオリジナルの税金を紹介するネタをやっている。
- 料理研究家のリュウジのものまねを行っており[6]、その縁で同氏のYouTubeチャンネルに出演した[7]。

## 出演

### テレビ
- 宝くじ ドカーンと2000万円スペシャル（2006年10月、静岡放送）
- こちら!スターキャット放送局（2006年11月、スターキャットTV）
- お笑い三魂 東海お笑い選手権（2007年1月、スターキャットTV）
- テレ遊びパフォー!（NHK総合）- 2008年6月初出演
- エンタの神様（日本テレビ） - 2008年7月5日初出演、キャッチコピーは『気まずいヴォーカリスト』
- お笑い図鑑 ハマヌキ（tvk）
- イツザイ（2009年9月12日、テレビ東京） - 『パフォー!×イツザイ コラボスペシャル』
- 横浜の気になるあの店（2010年、YCV）- レポーター
- あらびき団（TBSテレビ）- 2011年5月初出演
- モヤモヤさまぁ〜ず2（2023年9月5日、テレビ東京）

### ラジオ
- ラジオビタミン（2010年11月29日、NHKラジオ） - 『ときめきインタビューゲスト』

### ネット配信
- cuTe365（2011年、アクトビラ） - オープニングソング「ありがとうお米」